# Leptonycteris nivalis
Leptonycteris nivalis е вид бозайник от семейство Phyllostomidae. Видът е застрашен от изчезване.